# 伊诺霍萨德哈尔克
伊诺霍萨德哈尔克，是西班牙阿拉贡自治区特鲁埃尔省的一个市镇。总面积36平方公里，总人口170人（2001年），人口密度5人/平方公里。